# Бразильский крейсер. Странные песни А. Н. Вертинского
«Бразильский крейсер. Странные песни А. Н. Вертинского» — концертный совместный альбом русского рок-певца Александра Ф. Скляра и певицы Ирины Богушевской, записанный 30 марта 2000 в ЦДХ и изданный годом позже на лейбле «Мистерия звука». Концерт является трибьютом русскому артисту Александру Вертинскому.

## Об альбоме
В концертной программе, представленной на альбоме используется две песни, не исполнявшимися Александром Вертинским. Первая из них «Бал», сочинённая Ириной Богушевской, которая «посвящена Вертинскому» и была «навеяна его творчеством». Вторая — спетая Александром Скляром «Кандальники» из репертуара Алёши Димитриевича.

## Список композиций
| №   | Название                   | Текст песни    | Музыка         | Исполнитель               | Длительность |
| --- | -------------------------- | -------------- | -------------- | ------------------------- | ------------ |
| 1.  | «Матросы»                  | Б. Даев        | А. Вертинский  | И. Богушевская            | 4:07         |
| 2.  | «Снился мне сад»           | Е. Дитерихс    | Б. Борисов     | И. Богушевская            | 2:59         |
| 3.  | «Dancing Girl»             | А. Вертинский  | А. Вертинский  | И. Богушевская            | 4:22         |
| 4.  | «Злые духи»                | А. Вертинский  | А. Вертинский  | И. Богушевская            | 3:41         |
| 5.  | «Бал»                      | И. Богушевская | И. Богушевская | И. Богушевская            | 3:39         |
| 6.  | «Чёрный карлик»            | Н. Тэффи       | А. Вертинский  | А. Скляр                  | 4:00         |
| 7.  | «Дым без огня»             | А. Вертинский  | А. Вертинский  | А. Скляр                  | 3:26         |
| 8.  | «Каторжная»                | С. Есенин      | А. Вертинский  | А. Скляр                  | 3:32         |
| 9.  | «Кандальники»              | А. Дмитриевич  | А. Дмитриевич  | А. Скляр                  | 6:27         |
| 10. | «Оловянное сердце»         | А. Вертинский  | А. Вертинский  | И. Богушевская            | 2:44         |
| 11. | «Бал Господень»            | А. Вертинский  | А. Вертинский  | И. Богушевская            | 4:09         |
| 12. | «Письмо А.Н. Вертинского»  |                |                | А. Скляр                  | 2:51         |
| 13. | «Иная песнь»               | А. Вертинский  | А. Вертинский  | И. Богушевская            | 3:37         |
| 14. | «То, что я должен сказать» | А. Вертинский  | А. Вертинский  | И. Богушевская            | 3:47         |
| 15. | «Сумасшедший шарманщик»    | А. Вертинский  | А. Вертинский  | А. Скляр                  | 5:36         |
| 16. | «Жёлтый ангел»             | А. Вертинский  | А. Вертинский  | А. Скляр                  | 6:16         |
| 17. | «Бразильский крейсер»      | А. Вертинский  | И. Северянин   | И. Богушевская и А. Скляр | 5:27         |

## Участники записи
- Ирина Богушевская — вокал (1-5, 10, 11, 13, 14, 17)
- Светлана Мочалина — фортепиано (1-5, 10, 11, 14-17)
- Александр Ф. Скляр — вокал (6-9, 15-17), чтение письма (12)
- Александр Белоносов — фортепиано (6-9, 15-17)